# Інтенціоналізм
Інтенціоналізм (від лат. intentsionalizm) — вчення про те, що кожна дія може розцінюватися тільки з точки зору самого виконавця.

## Поняття
Поняття інтенціональності, що зіграло велику роль вже в середньовічній філософії, феноменологічна школа стала розглядати як істотна ознака всього психічного: «З переживань витягуються такі, істотною рисою яких є те, що вони є суттю переживання цього об'єкта. Ці переживання називаються „інтенціональними переживаннями“, і тому, що вони є усвідомленням (любов'ю, оцінюванням) чогось, вони представляються „інтенціонально співвіднесеними“.
Застосовуючи до таких інтенціональних переживань феноменологічну або ейдетичну редукцію, людина приходить, з одного боку, до розуміння свідомості як тільки до точки співіснування для „чистої свідомості“, якій дано інтенціональний об'єкт. А з іншого боку, до об'єкта, якому редукція не залишає ніякого виду існування, окрім як бути інтенціонально відданим цьому суб'єкту.
У переживанні людина бачить певну подію, яка видається не чим іншим, як інтенціональною відповідністю чистої свідомості до інтенціонального об'єкта». У філософії існування інтенціональності існування є «буттям-в-світі», яке належить до категорії буття. Інтенціональність закладена в трансцендентності існування, у світовому масштабі, визначеному вже як існуюча.